# Avenida de la Ciudad de Barcelona
La avenida de la Ciudad de Barcelona, antigua calle del Pacífico, es una importante vía de comunicación del sureste de la ciudad de Madrid, que discurre entre la estación de Atocha y el Puente de Vallecas. Su prolongación en Vallecas es la avenida de la Albufera. Constituye una vía muy importante de tráfico, de madrileños que van y vienen desde y hacia la estación de Atocha.

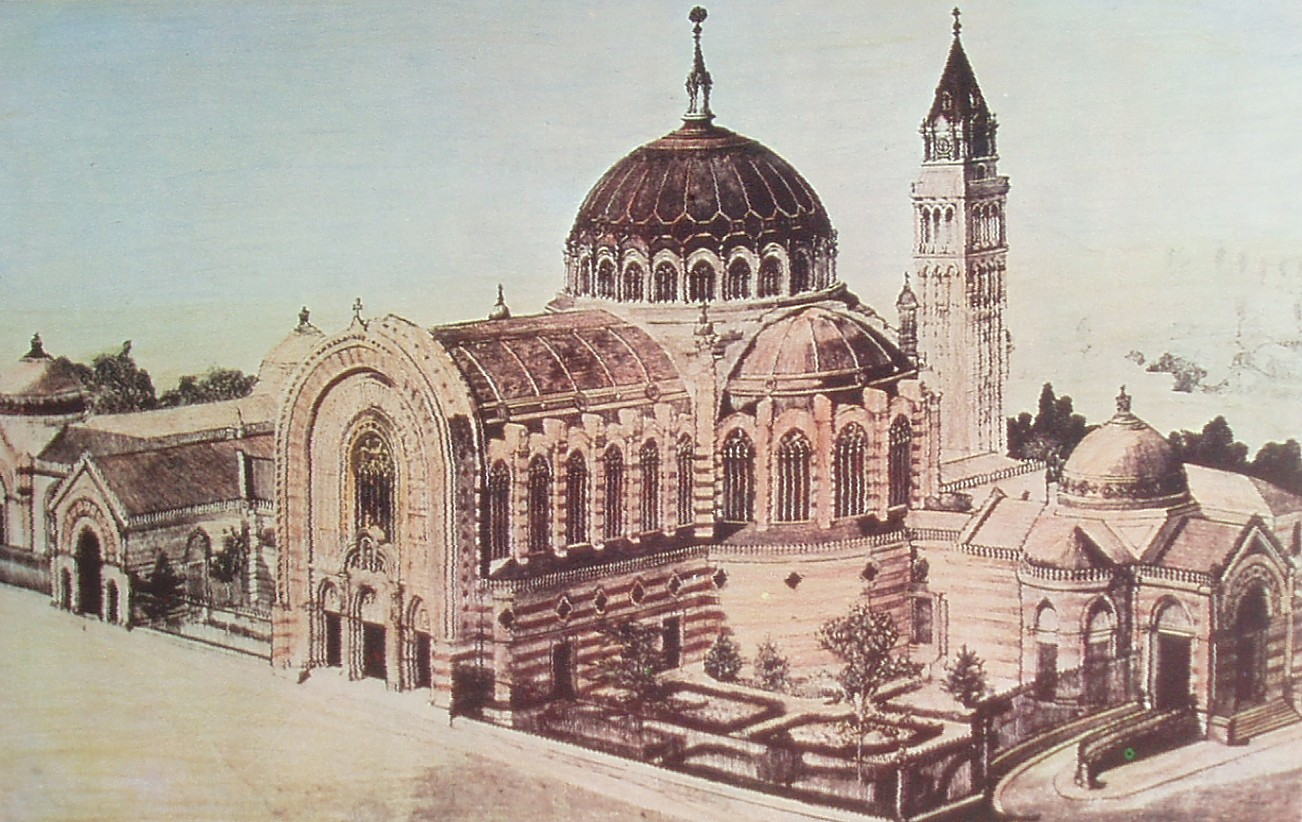
Vista del proyecto del Panteón de Hombres Ilustres, sito en la avenida Ciudad de Barcelona 3.

Toda la avenida discurre en el distrito de Retiro, estando la junta municipal de dicho distrito en la propia avenida, junto al Polideportivo Daoíz y Velarde, cuyo emplazamiento es el mismo que el de los antiguos cuarteles de Daoíz y Velarde, también conocidos como Los Docks, un complejo de edificios usado como cuartel militar, desaparecido en su mayor parte. En esa zona la avenida Ciudad de Barcelona discurre paralelamente con la calle de Téllez.
La basílica de Nuestra Señora de Atocha, donde está enterrado Bartolomé de las Casas, se encuentra en el número 3 de dicha avenida.
Su nombre original era «calle del Pacífico» (que dio nombre al barrio homónimo), nombre puesto para conmemorar los éxitos de la marina española en la guerra contra Chile y Perú de 1865. Esta denominación fue cambiada por la de «Ciudad de Barcelona» tras la Guerra Civil dentro de un proceso general de cambio del callejero de Madrid tras la guerra.
Curiosamente, siguiendo la numeración de los números pares de la avenida, después del portal número 10 le sigue el portal número 108, mientras que los números impares de la avenida siguen el orden desde el portal número 1.

## Transporte
- Metro: la estación de Pacífico y la estación de Menéndez Pelayo se encuentran en la avenida de la Ciudad de Barcelona.